# قرار مجلس الأمن التابع للأمم المتحدة رقم 1532
قرار مجلس الأمن التابع للأمم المتحدة 1532، المتخذ بالإجماع في 12 آذار / مارس 2004، بعد التذكير بجميع القرارات السابقة بشأن الوضع في ليبيريا وغرب أفريقيا ، بما في ذلك القرار 1521 (2003)، جمّد المجلس أصول الرئيس السابق تشارلز تايلور وعائلته و المرتبطين به.
اتُهم تشارلز تيلور، الذي نُفي من البلاد، باستخدام الأموال المختلسة للتدخل في الشؤون الليبيرية.

## القرار

### أعمال
وبموجب الفصل السابع من ميثاق الأمم المتحدة، جُمد المجلس أصول تشارلز تيلور وزوجته وابنه تشارلز ماك آرثر إيمانويل بالإضافة إلى المنتسبين وأعضاء النظام، باستثناء الاستثناءات الإنسانية. وتم تحديد الأفراد الخاضعين للعقوبات من قبل اللجنة المنشأة بموجب القرار 1521. وطُلب من اللجنة تحديد وتحديث الأصول أو الموارد التي يسيطر عليها تشارلز تيلور المقربون منه ونشر هذه المعلومات على موقعها على الإنترنت. وتتم مراجعة التدابير بحلول 22 كانون الأول / ديسمبر 2004.
وأخيرًا، أعرب القرار عن نية المجلس النظر في إمكانية أو كيفية إتاحة الأموال المجمدة لصالح الشعب الليبيري، بمجرد أن تنشئ الحكومة الليبيرية الجديدة آليات محاسبية ومراجعة شفافة. وتم تجميد أموال تيلور داخل ليبيريا في منتصف أكتوبر 2004.

## روابط خارجية
- نص القرار في undocs.org